# Gethyllis lanuginosa
Gethyllis lanuginosa là một loài thực vật có hoa trong họ Amaryllidaceae. Loài này được Marloth mô tả khoa học đầu tiên năm 1931.